# 4298 Jorgenúnez
4298 Jorgenúnez è un asteroide della fascia principale. Scoperto nel 1941, presenta un'orbita caratterizzata da un semiasse maggiore pari a 3,0455067 UA e da un'eccentricità di 0,2958472, inclinata di 3,29762° rispetto all'eclittica.
L'asteroide è dedicato a Jorge Núnez, astronomo spagnolo.